# Batterie de Carnot
Pour les articles homonymes, voir Batterie.

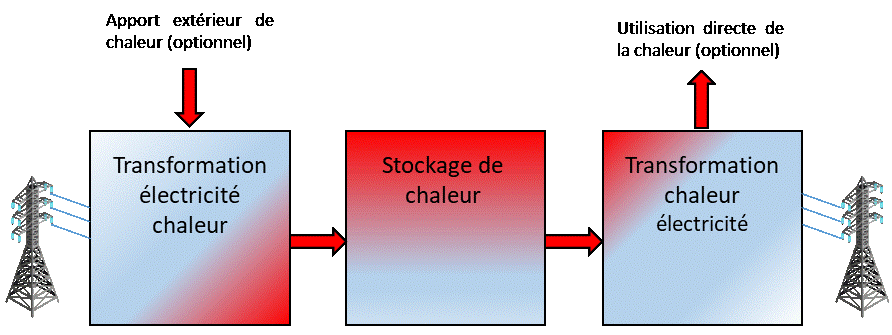
Schéma de principe d'un système de type batterie de Carnot.

Une batterie de Carnot est un type de stockage de l'énergie sous forme de chaleur. Pendant le processus de charge, de l'électricité est convertie en chaleur et celle-ci est transférée dans la batterie ; pendant la phase de déstockage, l'inverse se produit,.

## Histoire
Le concept a été breveté par Karl Friedrich Marguerre, dit Fritz Marguerre (de) (1878-1964) en 1924, mais son développement n'a été que récemment relancé pour le stockage de l'énergie produite par des sources renouvelables intermittentes. Le nom de « batteries de Carnot » a été proposé par André Thess (de) en 2018 avant la première conférence internationale consacrée à ces systèmes : First International Workshop on Carnot Batteries sur le site de DLR à Stuttgart. Ce nom vient du cycle de Carnot et du rendement correspondant, qui est le rendement maximal théorique de conversion de la chaleur en énergie mécanique ; l'utilisation du mot « batterie » est une référence aux systèmes de stockage électrochimiques, de loin les plus répandus.
Le pompage thermique (en anglais Pumped Thermal Energy Storage soit PTES, ou Pumped Heat Energy Storage soit PHES) a commencé à être étudié au début des années 2010 à la fois au Royaume-Uni par la société Isentropic et en France par la société Saipem et le CEA dans le cadre du projet Sether,. En Allemagne, le centre de recherche aéronautique (DLR) et l'université de Stuttgart ont lancé leurs premiers travaux sur le stockage d'électricité sous forme de chaleur à haute température en 2014 et, en 2018, le terme « batteries de Carnot » a été utilisé par DLR lors de la foire de Hanovre, l'un des plus grands forums commerciaux dans le domaine de l'énergie.
De manière plus générale, le terme de « batterie de Carnot » couvre tous les systèmes de stockage d'électricité sous forme de chaleur, jusqu'au système de stockage exploitant la liquéfaction de l'air, liquid air energy storage (en) (LAES) en anglais.

## Contexte
Pour réduire les émissions de dioxyde de carbone liées à la production d'électricité, le recours aux énergies renouvelables est croissant, ce qui, du fait de leur intermittence, accroît les besoins de stockage. Aujourd'hui, les systèmes de stockage installés sont de deux types : les barrages (pompage-turbinage) pour les très grandes capacités et les batteries électrochimiques de type lithium-ion pour les capacités moyennes. Ce type de batteries est tout à fait adapté pour du stockage à court terme, mais beaucoup moins pour des durées plus longues, du fait des coûts élevés de la capacité d'énergie stockée.
Le stockage de la chaleur peut se faire avec des matériaux très bon marché, comme l'eau, des lits de roche ou des sels, ce qui permet d'envisager de très grandes capacités (de l'ordre du gigawatt-heure) à des coûts plus contenus.

## Description détaillée

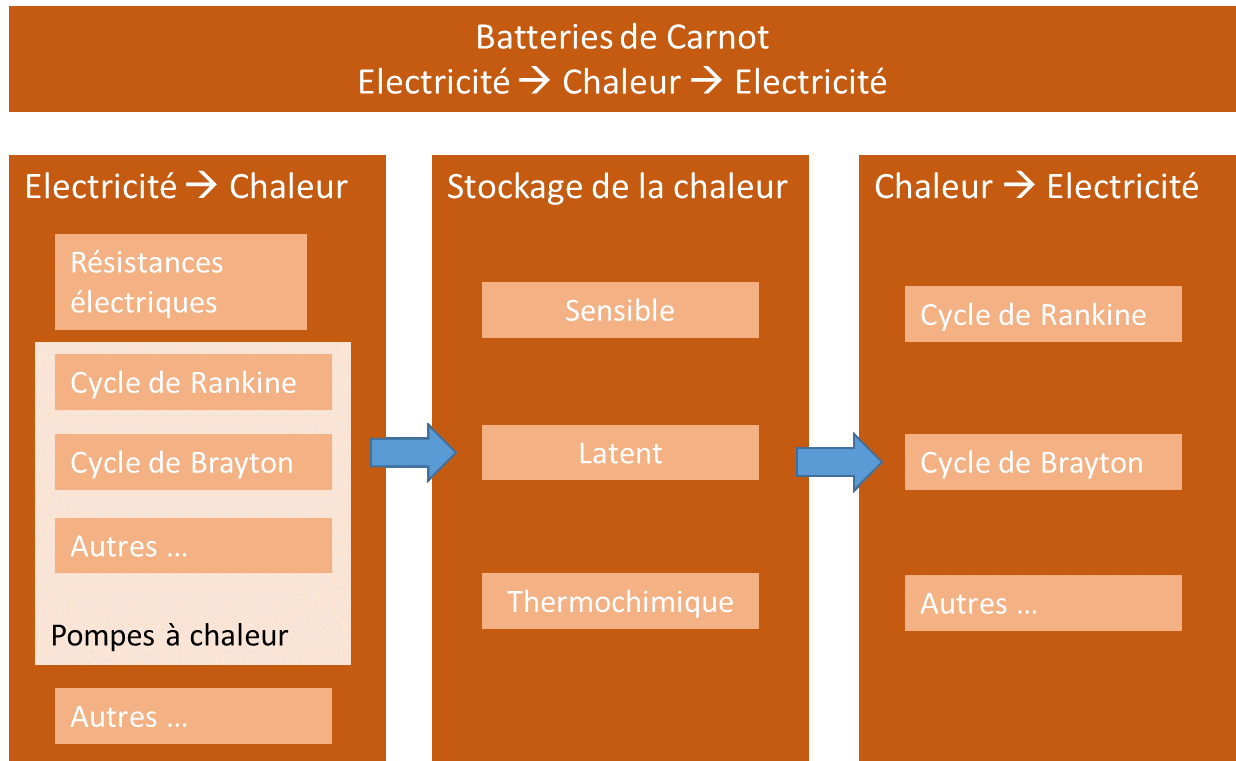
Possibilités de techniques pour la conversion d'énergie ou le stockage de chaleur.

Un système de type « batterie de Carnot » peut être séparé en trois parties : la conversion d'électricité en chaleur, le stockage de la chaleur et la conversion de chaleur en électricité. Chacune de ces étapes peut exploiter des techniques différentes.

### Conversion d'électricité en chaleur
- Par des résistances électriques : effet joule.
- Par un système de type pompe à chaleur, c'est-à-dire une machine thermodynamique au fonctionnement inverse de celui d'un cycle moteur de type Rankine ou Brayton. La première solution est la base de toutes les pompes à chaleur domestiques ou industrielles actuellement sur le marché ; la seconde est celle qui a été envisagée pour les premiers concepts de pompage thermique (PTES, voir plus haut)[11].
- Par un cycle de Claude, pour la technique de stockage sous forme d'air liquide (LAES).
- Par un cycle thermochimique pour le procédé Lamm-Honigmann (en)[12].

### Stockage de chaleur
Trois phénomènes physiques permettent de stocker de la chaleur : l'élévation de température d'un liquide ou d'un solide (chaleur sensible), le changement de phase d'un solide en liquide (chaleur latente) et une réaction chimique réversible fortement endo/exothermique. Parmi les solutions étudiées dans la littérature scientifique, on trouve l'eau, les sels ou les lits de roches pour le stockage thermique sensible, l'air liquide ou les matériaux à changement de phase (MCP) pour la chaleur latente, et des couples comme {\displaystyle {\ce {LiBr/H2O}}}, {\displaystyle {\ce {H2O/NH3}}} en réaction chimique d'absorption/désorption ou {\displaystyle {\ce {CaO/H2O}}} en réaction solide gaz pour le stockage thermochimique.

### Conversion de la chaleur en électricité
Dans ce cas, on retrouve toutes les machines thermodynamiques exploitant les cycles de Rankine ou de Brayton : moteur thermique, turbine à vapeur, turbine à gaz, machine à cycle organique de Rankine. Cas particulier, le procédé Lamm-Honigmann transforme aussi la chaleur du stockage thermochimique en électricité. Pour les « batteries de Carnot », les procédés exploitant sur des propriétés de matériaux, telle la thermoélectricité, ne sont pas envisagés.

## Avantages et inconvénients
Bien que les études scientifiques et les développements technologiques soient assez récents, cette technique s'avère prometteuse pour le stockage massif d'énergie. Les principaux avantages de cette solution sont :
- la liberté sur le choix du site, comparé au pompage-turbinage ou même au stockage par air comprimé (CAES en anglais) ;
- une faible empreinte environnementale, surtout avec des matériaux de stockage naturels ;
- une durée de vie de 20 ou 30 ans ;
- la possibilité d'augmenter la capacité de stockage facilement et à un coût réduit ;
- l'opportunité de réutilisation de composants de centrales thermiques fossiles de production d'électricité comme les turbines.

L'inconvénient principal de la technique est son rendement global ({\displaystyle \eta } round) limité. Ce rendement se définit comme le rapport entre l'électricité produite lors de la décharge (Wdis) et l'électricité nécessaire pour charger le système (Wchar). Les valeurs visées par les batteries de Carnot vont de 25 à 70 %, en fonction principalement du niveau de température maximal, qui restent faibles comparées à celle des systèmes de pompage-turbinage (65 à 85 %).

## Applications
Les batteries de Carnot peuvent être utilisées pour le stockage d'électricité produite par les énergies renouvelables intermittentes sur le réseau national. Les stockages de chaleur voire de froid associés peuvent être utilisés pour d'autres applications comme les réseaux de chaleur ou le refroidissement de centres de données.
Des projets ont visé la reconversion de centrales électriques à charbon en réutilisant une partie des systèmes en place, en particulier le bloc de puissance, .

## Quelques prototypes
- Utilisant l'air liquide : Highview Power (en), université de Birmingham.
- Par pompage thermique : Malta Inc., université de Durham, université de Newcastle[17], DLR[18], STOLECT[19].
- Avec des résistances électriques : Siemens Gamesa[20], National Renewable Energy Laboratory.
- Avec un système de pompe à chaleur et cycle organique de Rankine : université de Liège[21].
- Avec le procédé Lamm-Honigmann : université technique de Berlin[22].